# Oreneta cuablanca comuna

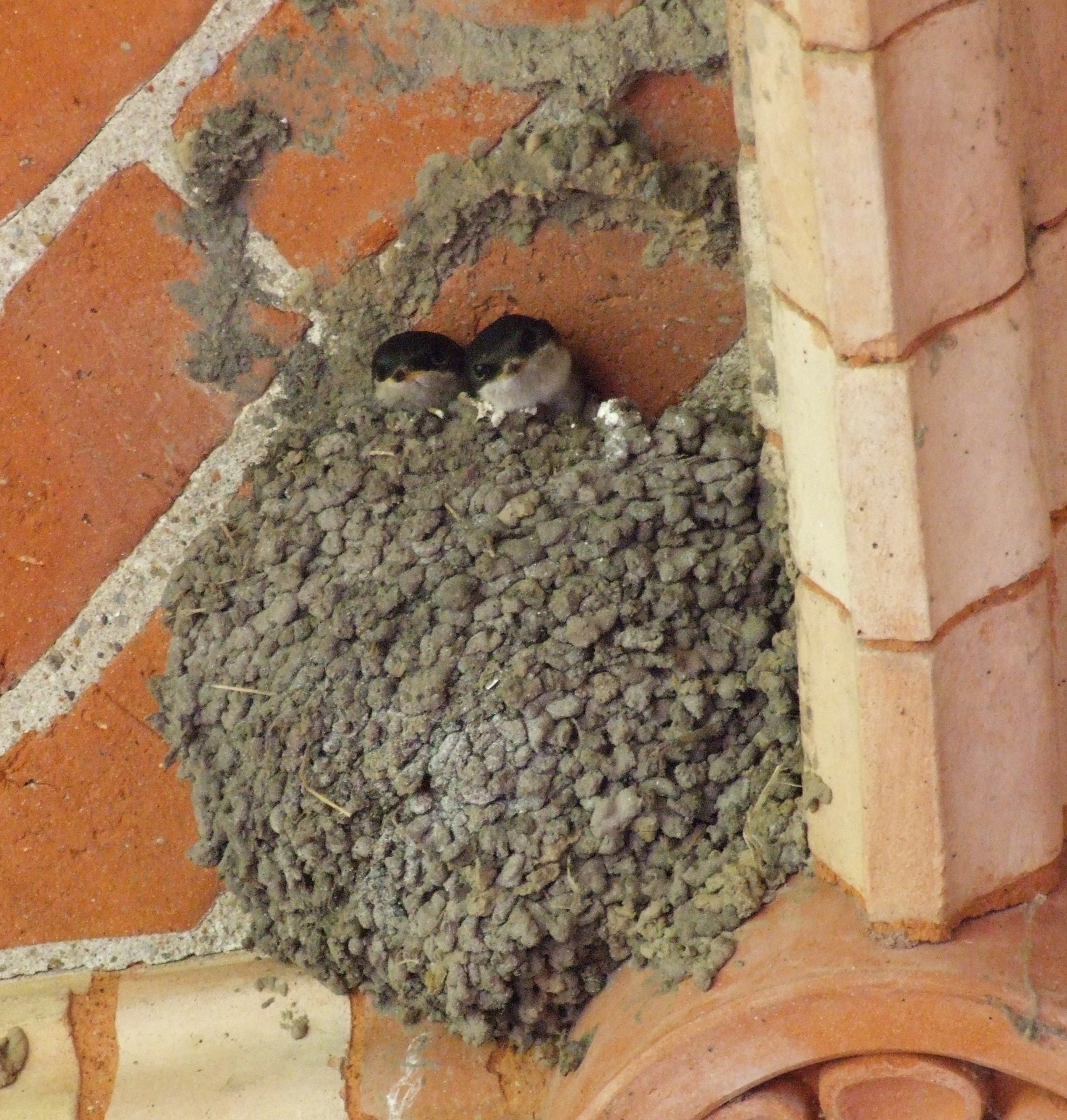
Niu.

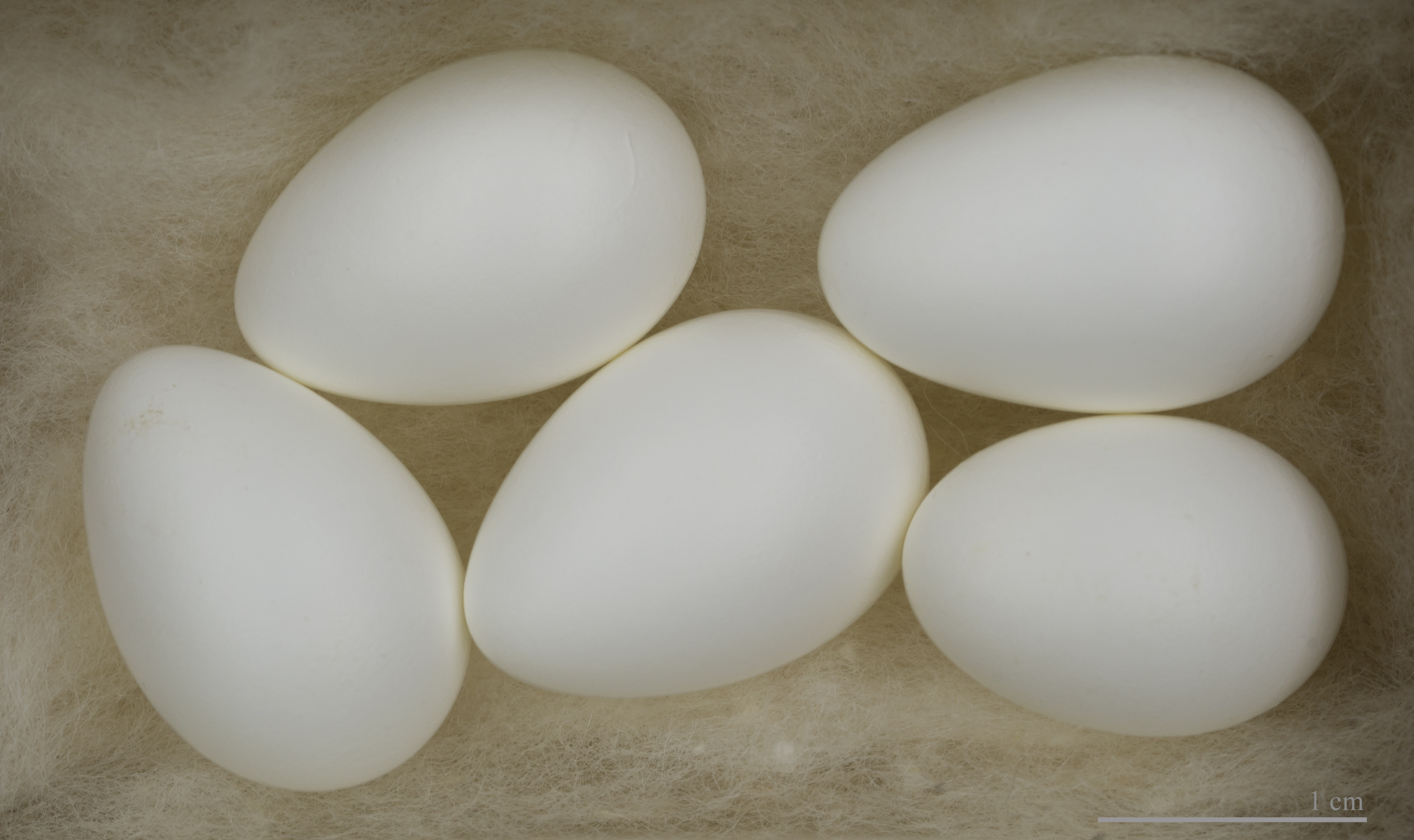
Delichon urbicum -

L'oreneta cuablanca comuna, oreneta cuablanca, cabot, culblanc, orenola cuablanca, oronell cuablanc, oronella cuablanca o oroneta cuablanca, també anomenada ginjolita a Menorca, (Delichon urbicum) és una espècie d'ocell de la família dels hirundínids (Hirundinidae). Nidifica a Europa, al nord d'Àfrica i a tot el Paleàrtic; i hiverna a l'Àfrica subsahariana i l'Àsia tropical. El seu estat de conservació es considera de risc mínim.
Es tracta d'una oreneta petita de color negre amb brillantors blavoses, i la panxa i la gola blanques. El que es veu primer és el carpó blanc, que és el caràcter més útil per a distingir-la d'altres espècies. La cua és més curta i menys forcada que la de l'oreneta vulgar, la qual té la gola roja i no pas blanca. L'oreneta cuablanca cria a l'interior dels pobles.
L'oreneta cuablanca fa els nius de fang poc oberts, al contrari que els de les orenetes comunes.
L'oreneta cuablanca és un ocell migratori, i emigra cap a l'Àfrica per les temperatures més altes.